# Margarida Gois
Margarida Gois (Lisboa, 1958) é uma escritora portuguesa. Tem uma licenciatura em Direito e em Línguas e Literaturas Modernas (Estudos Portugueses), e fez uma pós-graduação em Cooperação ao Desenvolvimento na Universidade de Lovaina.
A sua vida como escritora começou com a série Catarina Malye.

## Obras
Série Catarina Malye:
- A Festa das Águas
- Criar Laços
- Espelho de Duas Faces
- Mundos Paralelos
- No Fluxo dos Tempos
- O Outro Dia
- S.O.S. Newton
- Sonho e Realidade
- Terra Nostra